# Guerra Cristera
1. Phase: Sturz des Díaz-Regimes (1910–1911)

Ciudad Guerrero – Casas Grandes – Agua Prieta I – Ciudad Juárez I – Torreón I – Cuautla I
2. Phase: Präsidentschaft Maderos (1911–1913)

Vázquista-Revolte – Orozco-Revolte – Morelos-Feldzug I – Decena Trágica
3. Phase: Revolte gegen das Regime Huertas und Intervention der USA (1913–1914)

San Andrés – Torreón II – Sinaloa – Ciudad Chihuahua I – Culiacán – Ciudad Juárez II – Tierra Blanca – Ojinaga – Cuautla II – Torreón III – Acaponeta – Tepic – Paredón – San Pedro – Veracruz – Tampico – Zacatecas – Orendaín
4. Phase: Bürgerkrieg zwischen Konventionisten und Konstitutionalisten (1914–1915)

Naco – Ramos Arizpe – Guadalajara – Blanca Flor – Halacho – Matamoros – El Ébano – Celaya – León–Trinidad – Aguascalientes – Agua Prieta II – Hermosillo
5. Phase: Herrschaft Carranzas und erneute Intervention der USA (1916–1920)

Columbus – Morelos-Feldzug II – Mexikanische Expedition – Ciudad Chihuahua II – Ciudad Chihuahua III – Horcasitas – Zapatas Offensive – Torreón IV – Estación Reforma – Rosario – González’ Offensive – Ciudad Juárez III
6. Phase: Wiederherstellung der Zentralgewalt und Herrschaft der Sonorenser (1920–1934)

Baja-California-Feldzug – De-la-Huerta-Revolte – Cristero-Aufstand – Yaqui-Krieg – Gómez–Serrano-Revolte – Escobar-Rebellion
Die Guerra Cristera war ein Bürgerkrieg, der von 1926 bis 1929 in Mexiko zwischen der Regierung und Bauernmilizen, die der katholischen Kirche nahestanden, ausgetragen wurde. Die Erhebung war einerseits gegen die Umsetzung der antiklerikalen Bestimmungen der mexikanischen Verfassung von 1917 gerichtet und hatte somit den Charakter eines Kulturkampfes, andererseits aber auch ein Aufbegehren gegen das Eingreifen des Zentralstaates in die Belange der Dorfgemeinschaften.

## Hintergrund und Ablauf

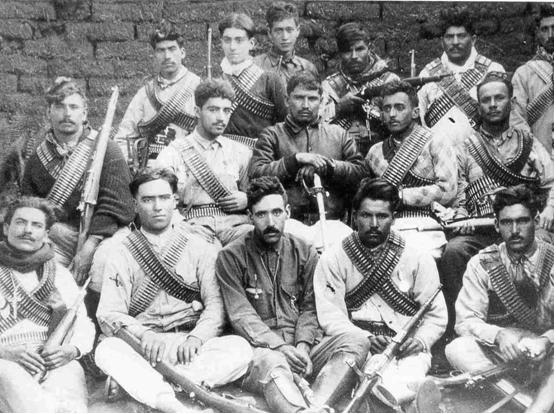
Cristeros

Die Stabilisierung Mexikos nach einem Jahrzehnt der Bürgerkriege ermöglichte es Präsident Plutarco Elías Calles, sich verstärkt dem wirtschaftlichen Wiederaufbau Mexikos zu widmen. Nach erfolgter Sanierung des defizitären Staatshaushalts stand dabei vor allem die Einführung eines modernen Steuersystems und der Ausbau der Infrastruktur sowie des Bildungswesens im Vordergrund. Infolge der Umsetzung der antiklerikalen Bestimmungen der Verfassung von 1917 und der Gründung einer von Rom unabhängigen mexikanischen Staatskirche im Februar 1925, entstand jedoch ein neuer Konfliktherd, der sich 1926 zu einer umfassenden Aufstandsbewegung gegen das Calles-Regime ausweitete. Diese, die so genannte Cristiada, erfasste vor allem das zentrale und westliche Hochland Mexikos bzw. die Bundesstaaten Colima, Jalisco, Michoacán sowie die Bajío-Region der Bundesstaaten Guanajuato und Zacatecas und den Süden Coahuilas, wo der Katholizismus besonders stark in der meist bäuerlichen Bevölkerung verankert war. Hier war die katholische Kirche für die Bevölkerung ein unverzichtbarer Bestandteil des Alltagslebens, sie bot den Menschen spirituelle Zuflucht, moralische Anleitung und politische Ausrichtung. Die Menschen dieser Gebiete waren daher bereit, „ihre“ Kirche gegen die „Angriffe“ des „gottlosen“ Staates und seiner Funktionäre zu schützen. Der lokale Klerus wiederum bestärkte sie nicht nur in diesen Bestrebungen, sondern gewährte zumeist auch tatkräftige Unterstützung aller Art und stellte mancherorts sogar die Anführer der so immer mehr um sich greifenden Revolte gegen den Zentralstaat.
Im Cristero-Aufstand wurde von beiden Seiten mit äußerster Brutalität vorgegangen, von der seitens der Regierungstruppen auch Frauen und Kinder nicht ausgenommen wurden. Folterungen und Vergewaltigungen, summarische Exekutionen von echten und vermeintlichen Cristeros und ihren Unterstützern und Sympathisanten, Verbrannte Erde-Taktiken und die Deportation der Bevölkerung einzelner Regionen waren vonseiten der Regierung häufig eingesetzte Repressalien. Die USA schickten Präsident Calles militärische Ausrüstung, Waffen und Militärberater zur Bekämpfung der Revolte. Die Cristeros zerstörten staatliche Schulen, ermordeten zahlreiche Lehrer und Regierungsbeamte und töteten bei Vergeltungsaktionen und Banditenüberfällen viele Zivilisten, die sich nicht bedingungslos ihren Ideen unterwarfen.

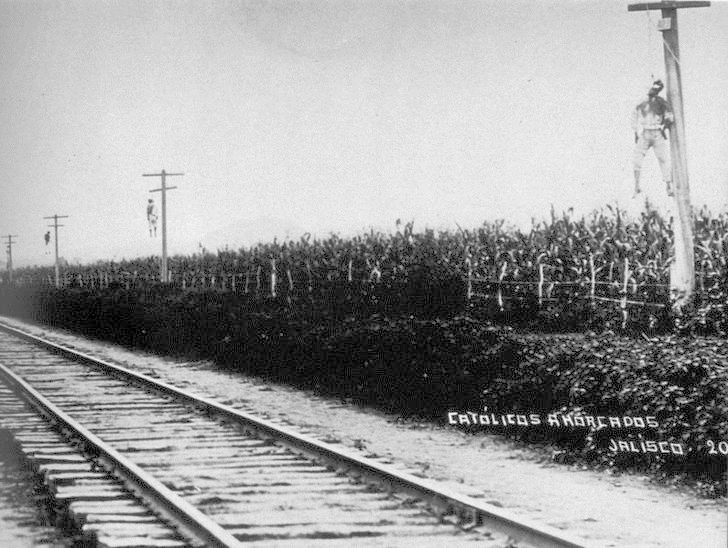
Im Bundesstaat Jalisco entlang einer Bahnstrecke erhängte Cristeros (Foto aus dem Jahr 1927).

Innenpolitisch war Calles’ Macht bis 1934 sehr groß, obwohl er nicht mehr Präsident war. Der Übergangspräsident Emilio Portes Gil leitete 1929 Verhandlungen mit der Kirche, mit dem US-amerikanischen Botschafter Dwight Morrow als Vermittler, ein. So kam es zu der als arreglos bezeichneten Vereinbarung eines Modus Vivendi, der eine Verbesserung der Lage für die Katholische Kirche vorsah. Im Wesentlichen verzichtete der Staat auf die Anwendung der Gesetze von 1917 und die Kirche sollte sich in der Einforderung ihrer Rechte zurückhalten. Es gab allerdings grobe Verletzungen dieser Vereinbarung. Etwa 5.000 Cristeros, die den Krieg entgegen der Weisung der Bischöfe fortsetzten, wurden trotz der laut Abkommen geltenden Amnestie ermordet. Erst mit der Präsidentschaft von General Lázaro Cárdenas del Río in den 1930er Jahren bahnte sich eine anhaltende Besserung im Verhältnis zwischen Kirche und Staat an. Innerhalb der mexikanischen Kirche kam es jedoch zu Spannungen zwischen den Vertretern der Hierarchie und ehemaligen Cristeros, die sich durch die Interventionen der Bischöfe und des Vatikans verraten fühlten. Ein Teil der Cristeros organisierte sich ab 1937 in der Unión Nacional Sinarquista.
Der Modus Vivendi hielt bis 1992 an. In diesem Jahr wurden die Beziehung zwischen Kirche und Staat durch eine umfassende Verfassungsreform neu geregelt. Daraufhin nahmen der Vatikan und Mexiko diplomatische Beziehungen auf.

### Belletristik
- Juan Rulfo: Der Llano in Flammen. Carl Hanser Verlag, München 1964; Neuausgabe: Suhrkamp Verlag, Berlin 1980, ISBN 978-3-518-01504-9. (Kurzgeschichten aus der Zeit und über den Cristero-Krieg)
- Graham Greene: The Lawless Roads (alternativ: Another Mexico; deutsch: Gesetzlose Straßen), 1939. (ein Reisebericht des Autors, kein Roman)
- Graham Greene: The Power and the Glory, 1940 (dt.: Die Kraft und die Herrlichkeit). (thematisiert den Kampf der Regierung gegen die Katholische Kirche)
- Luis Rivero del Val: Entre las Patas de los Caballos (dt.: Unter die Pferdehufe geraten), Jus Verlag, Mexiko, 1961; Neuausgabe: Porrua Verlag, Mexiko, 2005, ISBN 970-07-5800-1
- Alfons Kirchgässner: Kreuz über Mexiko – Erlebnisse und Taten des Miguel Torquemada, Verlag Herder, Freiburg i. Br., 1949

### Wissenschaftliche Werke
in der Reihenfolge des Erscheinens
- Jean Meyer Barth: The Cristero Rebellion. The Mexican People between Church and State 1926–1929 (= Cambridge Latin American Studies). Cambridge University Press, Cambridge 1976, ISBN 978-0-521-10205-6.
- Lothar Groppe: Michael Pro SJ. Ein mexikanischer Schlingel wird Priester und Märtyrer. Freundeskreis Maria Goretti, München 1989.
- Moisés González Navarro: Cristeros y agraristas en Jalisco, fünf Bände. El Colegio de México, Mexiko-Stadt 2000–2003, ISBN 968-12-0973-7.
- Jean Meyer Barth: La Cristiada. The Mexican People’s War for Religious Liberty. Square One Publishers, New York 2013, ISBN 978-0-7570-0315-8.
- Norbert Köster:  „Viele mexikanische Bischöfe sind Revolutionäre“. Der Vatikan, die Cristiada und der mexikanische Episkopat. In: Silke Hensel, Hubert Wolf (Hrsg.): Die katholische Kirche und Gewalt. Europa und Lateinamerika im 20. Jahrhundert. Böhlau, Köln 2013, ISBN 978-3-412-21079-3, S. 191–203.

## Film
- For Greater Glory: The True Story of Cristiada (2012; Dt.: Gottes General – Schlacht um die Freiheit). Regie: Dean Wright.[8]